# Icaricia moroensis
Icaricia moroensis är en fjärilsart som beskrevs av Sternitzky 1930. Icaricia moroensis ingår i släktet Icaricia och familjen juvelvingar. Inga underarter finns listade i Catalogue of Life.